# Geschiedenis van Tuvalu

Wapen van Tuvalu

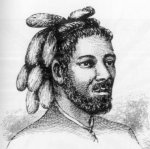
Tekening van een inwoner van Tuvalu ten tijde van de ontdekking van Tuvalu.

Dit artikel gaat over de geschiedenis van Tuvalu, een eilandenstaatje in de Stille Oceaan.

## Koloniale periode
Tuvalu wordt al tweeduizend jaar door Polynesiërs bewoond, getuige de sporen die in de grotten van Nanumanga werden ontdekt. Tuvalu werd in 1568 'ontdekt' door de Spanjaard Alvaro de Mendaña de Neira. Hij ontdekte als eerste het eiland Nui, wat nu bij Tuvalu hoort.
Hoewel er geen nederzettingen gesticht werden, werd de eilandengroep regelmatig aangedaan door walvisjagers en slavenhandelaren (die ook recruters genoemd werden). In 1819 ontdekte kapitein Arent de Peyster (of Peyter) het eiland Funafuti en nog een aantal andere eilanden. Hij noemde de archipel de Ellice eilanden, naar Edward Ellice, een lid van het Brits parlement. 
In 1841 meerde een schip onder bevel van Charles Wilkes aan bij drie eilanden in Tuvalu. Ze verwelkomden wat inboorlingen aan boord.
Andere contacten met de buitenwereld waren in 1863, toen een slavenschip onder valse voorwendselen honderden argeloze Tuvaluanen aan boord lokte, met als doel ze te laten werken in mijnen in Peru.
Uiteindelijk kwam Tuvalu onder Brits gezag, toen aan het einde van de 19e eeuw de Grote Oceaan werd verdeeld onder de koloniale grootmachten.
In 1892 gingen de eilanden deel uitmaken van het Britse protectoraat van de Gilbert- en Ellice-eilanden waarbij Tuvalu de Ellice-eilanden genoemd werd. Het protectoraat werd een kolonie in 1916.
Tijdens de Tweede Wereldoorlog waren verscheidene duizenden Amerikaanse soldaten op de eilanden gelegerd, als buffer tegen de Japanse expansie-drift. In oktober 1942 bouwde de Amerikaanse marine een aantal basissen op Tuvalu, op de eilanden Funafuti, Nanumea, en Nukufetau.

## Onafhankelijkheid
In 1974 kozen de Polynesische inwoners voor onafhankelijkheid van de Micronesische inwoners van de Gilberteilanden, het latere Kiribati. Het jaar daarop werden de eilanden een zelfstandige Britse kolonie. De onafhankelijkheid werd op 1 oktober 1978 uitgeroepen. De eilanden tekenden een verdrag van vriendschappelijkheid met de Verenigde Staten, waarin de Verenigde Staten het bezit van vier, voormalig Amerikaanse eilanden officieel aan Tuvalu overdroegen.
Tuvalu's economie bestaat tegenwoordig uit de exploitatie van visgronden en de verkoop van postzegels. Recentelijk heeft het Amerikaanse internetconcern VeriSign de rechten van het domeinnaam .tv, de topleveldomeinnaam van Tuvalu voor 2 miljoen dollar per jaar van Tuvalu gekocht. Verder ontvangt men 3 miljoen dollar per jaar aan ontwikkelingshulp van Taiwan. Toch is op het eiland nauwelijks iets van dat geld terug te zien. De bevolking is overwegend arm en de enige banen met een vast inkomen zijn te vinden bij de Tuvaluaanse overheid. Zo'n 300 Tuvaluaanse mannen werken op de grote vaart en het geld dat zij naar huis sturen biedt nog enig soelaas. Wel verbeterd is de drinkwatervoorziening. Dankzij de EU beschikt elk huishouden nu over een megagrote watertank, waarin al het regenwater wordt opgevangen.
Geschiedenis van: Australië · Fiji · Kiribati · Marshalleilanden · Micronesia · Nauru · Nieuw-Zeeland · Palau · Papoea-Nieuw-Guinea · Salomonseilanden · Samoa · Tonga · Tuvalu · Vanuatu · Noordelijke Marianen · Guam · Amerikaans-Samoa · Cookeilanden · Frans Polynesië · Nieuw-Caledonië · Pitcairneilanden · Wallis en Futuna